# Kattundruck

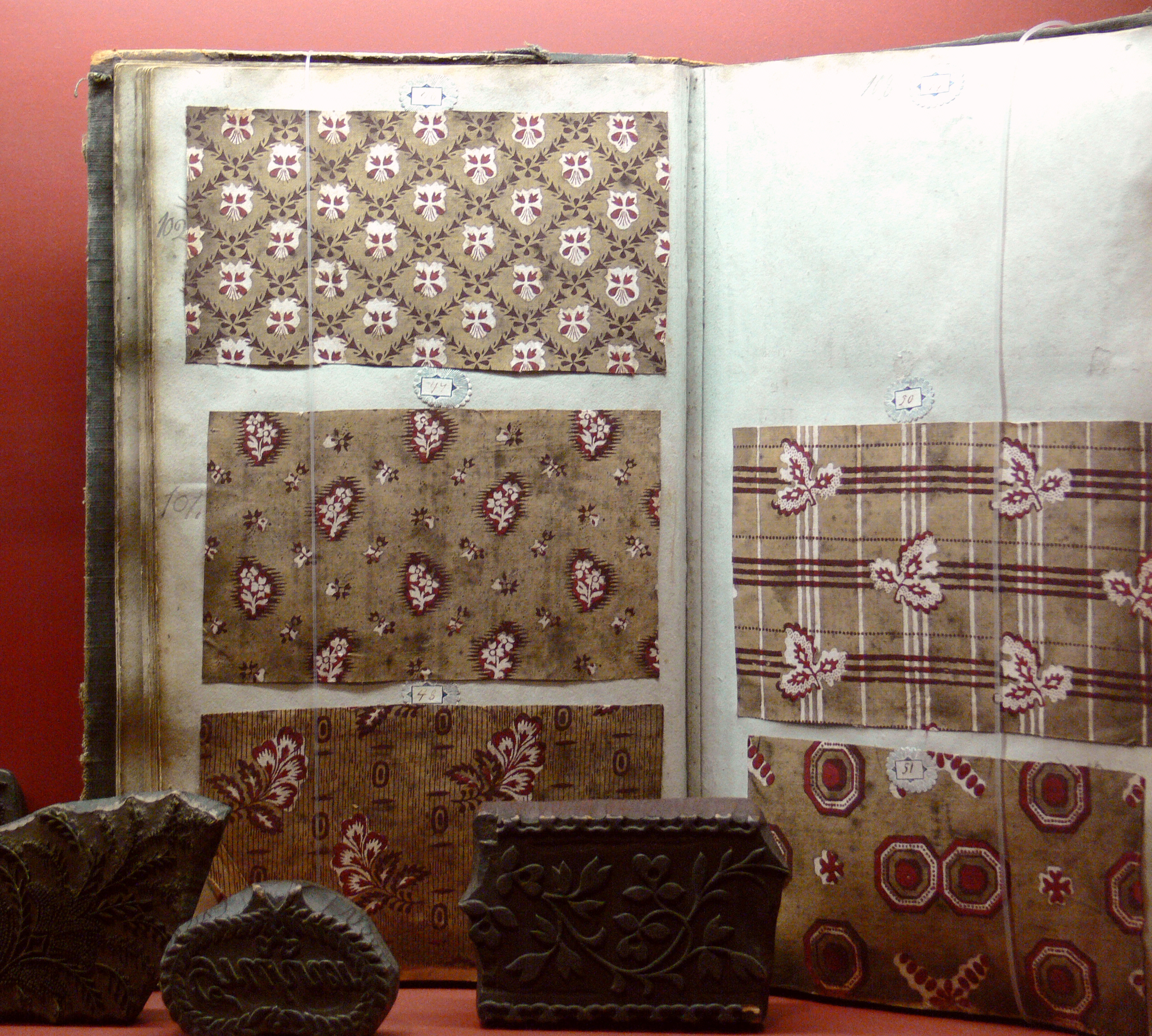
Musterbuch und Druckformen der Kattundruckerei E. Glück, Chemnitz (Schlossbergmuseum Chemnitz)

Als Kattundruck bezeichnet man das Drucken auf Baumwollgewebe (Kattun). Je nach Feinheit des verwendeten Gewebes kann der Druck schärfer oder weniger scharf gezeichnet sein. Der Begriff erfreute sich im 19. Jahrhundert eines regen Gebrauches, wird heute aber kaum noch verwendet.
Das Bedrucken kann mit allen für Baumwolle gängigen Verfahren erfolgen und wird meist mit großer Farbenpracht ausgeführt. Bedruckter Kattun war im 19. und noch zu Beginn des 20. Jahrhunderts der Stoff für die Oberbekleidung der Frauen der unteren und mittleren Schichten der Gesellschaft. Seine Dessingestaltung war vielfach vom Nachempfinden der Jacquard-Dessins, die für die Damen der höheren Gesellschaft in Seide gewebt waren, bestimmt. Er fand dabei breite Verwendung für Arbeitsoberbekleidung, aber auch für Straßenoberbekleidung. In die höhere Gesellschaft hielt bedruckter Kattun allerhöchstens als Oberstoff für leichte Sommerkleider Einzug.
Im Jahre 1802 gelang Alois Senefelder in der Baumwollspinnerei und -weberei von Johann Thornton in Pottendorf bei Wien unter Einsatz der Lithographie Baumwolle schneller und kostengünstiger zu bedrucken.